# Никола Куртоклиев
 Никола Ганчев Куртоклиев  е български генерал и висш служител, достигнал до ръководител на администрацията в Двореца на българския цар Борис III в периода 1919 – 1934 година.

## Биография
Роден е на 28 август 1869 г. в гр. Сопот (тогавашната Османска империя) в семейството на воденичаря Ганчо Куртоклиев. Първоначалното си образование получава в Сопотското мъжко класно училище. По време на Руско-турската война (1877 – 1878) баща му е обезглавен от върлуващи из Сопот башибозуци (черепът му е открит и разпознат едва през 1917 г.)
През 1894 г. завършва Военното училище в София и е назначен за адютант на командира на 6-и пехотен полк. При инспекция на полка от княз Фердинанд I подпоручик Куртоклиев е забелязан от княза поради отличното владеене на немски и френски език и е взет за адютант в Двореца и възпитател на престолонаследника Борис, а по-късно и на по-малкия му брат Кирил. От 1902 г. Куртоклиев е капитан, а през 1910 г. става майор и флигел-адютант на цар Фердинанд. От 1 август 1913 г. вече подполковник, е аташиран като адютант на престолонаследника княз Борис.
През 1919 г. Куртоклиев е вече полковник. Назначен е за маршал на Двореца, веднага след абдикацията на Фердинанд и възкачването на престола на Борис III. Длъжността маршал на Двореца е административна и се изразява в подбор на чиновническия персонал на Двореца, който се набира измежду служителите на Министерството на войната и Външното министерство за секретари, интенданти, прислужници и т.н. Режимът на работа в Двореца бил близък до този на армията и поради това огромната част от апарата на Двореца били настоящи или бивши военни. Полковник Куртоклиев се изявява като способен администратор и изпълнител, експедитивен, строг и отличен организатор. На 25 август 1919 г. е уволнен от служба.
Уволнява се 2 дни след Деветнадесетомайския преврат през 1934 г. със заповед №66 от 21 май 1934 г., получавайки почетната титла „почетен маршал на Двореца“. С царска заповед № 28 от 8 май 1935 г. е произведен в чин генерал-майор от запаса. Умира на 9 септември 1938 г. в София и е погребан изключително скромно.

## Военни звания
- Подпоручик (2 август 1890)
- Поручик (2 август 1893)
- Капитан (1900)
- Майор (15 октомври 1908)
- Подполковник (15 октомври 1912)
- Полковник (1 март 1916)
- Генерал-майор (8 май 1935)